# Heterolepidoderma ocellatum
Heterolepidoderma ocellatum is een buikharige uit de familie Chaetonotidae. Het dier komt uit het geslacht Heterolepidoderma. Heterolepidoderma ocellatum werd in 1865 voor het eerst wetenschappelijk beschreven door Metschnikoff. 